# Batallón de Intendencia 601

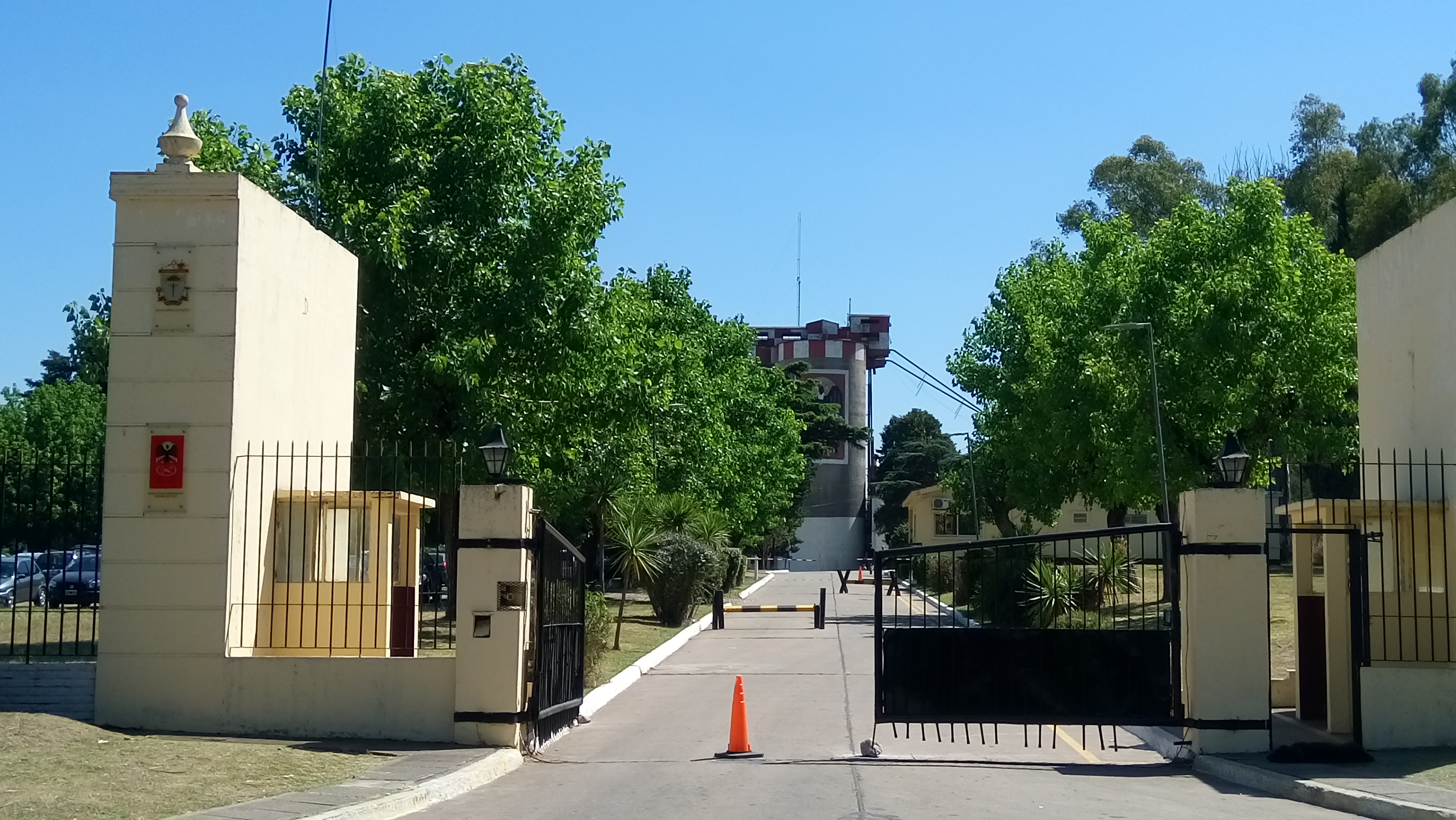
Entrada principal del Batallón de Intendencia 601. Foto tomada en 2022.

El Batallón de Intendencia 601 «Antonio del Pino» es una unidad de apoyo logístico de la especialidad de Intendencia del Ejército Argentino. Su cuartel se encuentra en la localidad de El Palomar, Provincia de Buenos Aires, frente al Colegio Militar de la Nación. La unidad tiene como misión ejecutar el abastecimiento de efectos en las actividades de almacenamiento, evacuación del abastecimiento, distribución y disposición final en cualquier momento y lugar para mantener los niveles de abastecimiento ordenados. Se distingue claramente en el paisaje  urbano despejado de El Palomar debido a sus altos silos con un águila de insignia. 

## Historia

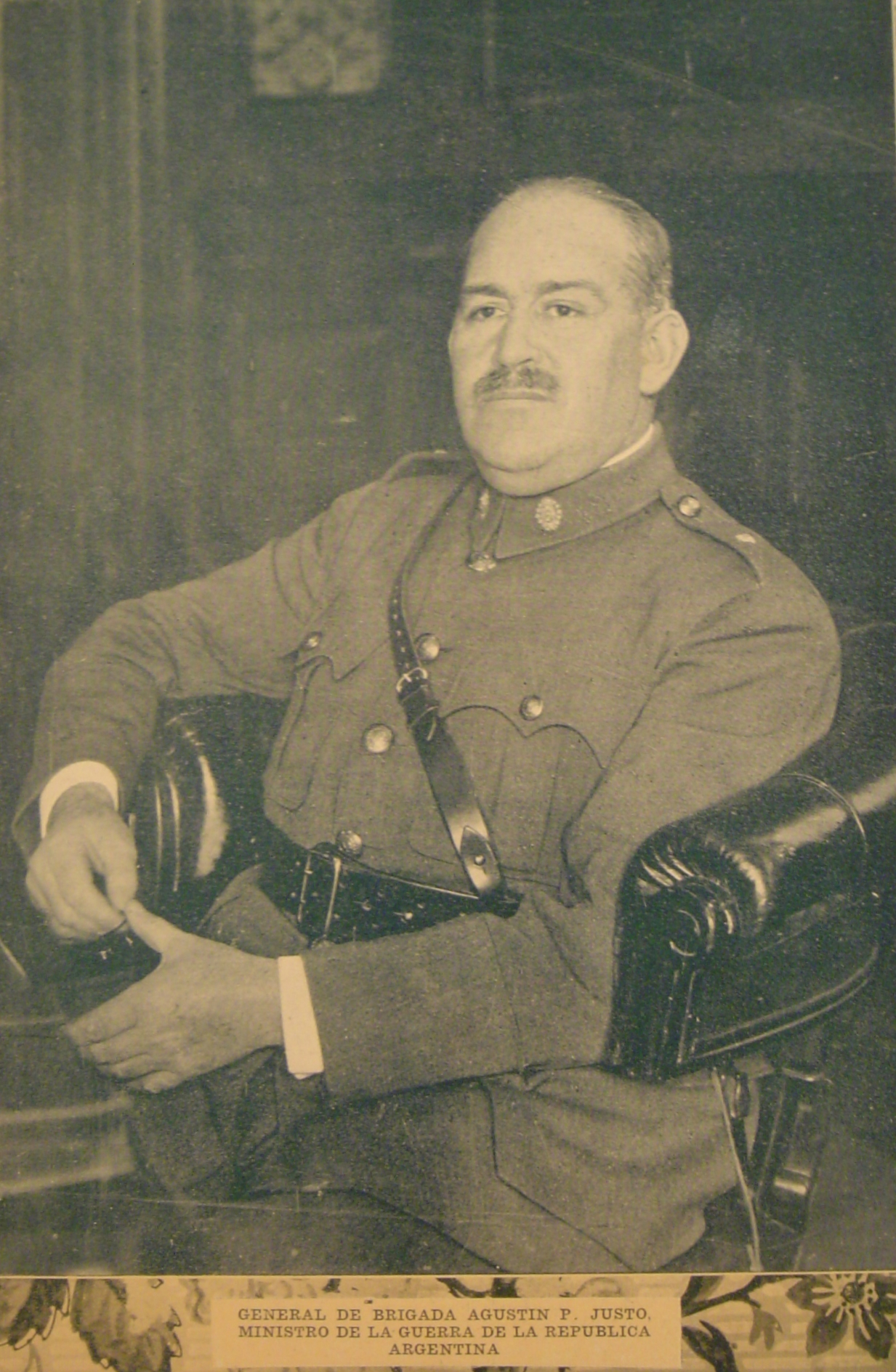
Agustín Pedro Justo en el año 1926

En el año 1925 se inició la restauración de El Palomar y de su casa histórica convertida en museo. Durante el transcurso de la obra y dada la magnitud del proyecto se consideró la necesidad de contar con mayor espacio de terreno para la ampliación de instalaciones, contando con un acceso directo las vías del ferrocarril. Por esta causa se procede a la expropiación de los predios necesarios para este fin, lo que más tarde fueron ocupados por el Batallón de Intendencia 601, firmándose la escritura el 28 de diciembre de 1934 durante la presidencia de Agustín Justo. Tiempo después en parte de estas tierras expropiadas, el Ejército Argentino consideró oportuno instalar una usina forrajera, con la construcción de silos y otras instalaciones adecuadas para su funcionamiento. La séptima División de Almacenes, dependiente de la Dirección General de Administración, contaba en estos terrenos con algunos depósitos que administraba. En enero de 1947 durante la presidencia de Juan Domingo Perón para una mejor organización de las funciones de intendencia, se crea el Comando de Intendencia, de quien pasan a depender la División de Almacenes junto con las instalaciones situadas en El Palomar. En estos terrenos funcionaba también la Compañía de Intendencia Regional Buenos Aires, luego Compañía de Intendencia 101. En los mismos terrenos se crea el Batallón de Intendencia 601, estructurado sobre las misiones e instalaciones de la División Almacenes del Comando de Intendencia. En el año 1970 el Batallón de Intendencia 601 se trasladó a su actual asiento en la localidad de Palomar. El 29 de agosto de 1980, como resultado de gestiones realizadas por oficiales superiores de la Especialidad de Intendencia, por resolución del entonces Comandante en Jefe del Ejército Teniente General Leopoldo Fortunato Galtieri, se designó a esta unidad con el nombre de “Antonio del Pino”  en recuerdo de  quien  cumplió funciones profesionales que en la actualidad corresponden a la especialidad de Intendencia del Ejército Argentino. 

### Caso del soldado Eduardo Cagnolo

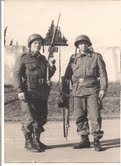
El soldado Eduardo Cagnolo (a la izquierda con el fusil en alto).

En 1976 uno de los soldados conscriptos del Batallón de Intendencia de la clase 1952 fue secuestrado ilegalmente por una fuerza de tareas cuando salía de franco. Se trataba del soldado Eduardo Cagnolo, quien estuvo secuestrado ilegalmente en “El Campito” en Campo de Mayo durante octubre y diciembre de 1976. Inicialmente Cagnolo fue detenido en el calabozo del Batallón en la Guardia de Prevención. Luego fue dado de franco y a la salida Cagnolo fue detenido ilegalmente en Palomar muy cerca de la estación de ferrocarril el 2 de noviembre de 1976 por una fuerza de tareas. Fue trasladado a Campo de Mayo, interrogado y torturado. Cagnolo no tenía militancia política, estudiantil  o sindical alguna.  Eduardo Cagnolo en su cautiverio en “El Campito” conversó con  los reconocidos dirigentes del PRT-ERP Domingo Menna y Eduardo Raúl Merbilháa que estaban detenidos en ese centro clandestino de detención y con la física Susana Flora Grymberg, que estaba embarazada de tres meses. También vio a María Adelaida Viñas, a Ramón Puch, Jorge Oshiro, Roberto Ardito, entre otros desaparecidos. Eduardo Cagnolo fue liberado en la localidad de Bancalari en diciembre de 1976. Se presentó nuevamente en su unidad el Batallón de Intendencia 601 porque temía figurar como desertor. El jefe de Batallón era el coronel Hilario Cativa Tolosa y el segundo jefe era el teniente coronel Díaz.  El jefe de la Compañía de Comando y Servicio a la cual pertenecía Cagnolo era el teniente primero Pérez.  Cagnolo fue dado  de licencia por un mes y luego de su reintegro se le dio la baja después de un tiempo. Muchos años después Eduardo Cagnolo escribió un relato de su detención ilegal que se publicó en la revista Sísifo número 2, diciembre del 2012, titulado “Recuerdos de un soldado conscripto” y declaró en  los juicios por lesa humanidad.

### La rebelión de Villa Martelli
El Batallón de Intendencia 601 junto a su jefe el coronel de Intendencia  Ricardo Adolfo Aguirre se mantuvo leal a sus mandos durante la rebelión del 1 de diciembre de 1988 en Campo de Mayo y luego Villa Martelli que encabezó Mohamed Ali Seineldín. Estaba conformado en ese entonces por una Compañía de Comando y Servicio y una sección de panaderos. Contaba con soldados conscriptos de la clase 1969 en ese entonces. La Compañía de Comando y Servicio realizaba las guardias de la unidad y trabajaba en la descarga de los suministros de los camiones. Estaba dividida en tres secciones. El jefe de compañía era el teniente Correa.

### Combate de La Tablada
Durante el combate de La Tablada ocurrido el 23 de enero de 1989  durante el gobierno de Raúl Alfonsín el Batallón de Intendencia 601 envió camiones con raciones de combate durante ese día y el día siguiente el 24 de enero en apoyo de las fuerzas que rodearon el cuartel durante el combate librado. Por ese motivo la instrucción de la clase 1970 de los soldados del Batallón fue más intensa que la anterior y se realizó en un vivac en Campo de Mayo en el verano de 1989.

### Rebelión del 3 de diciembre de 1990

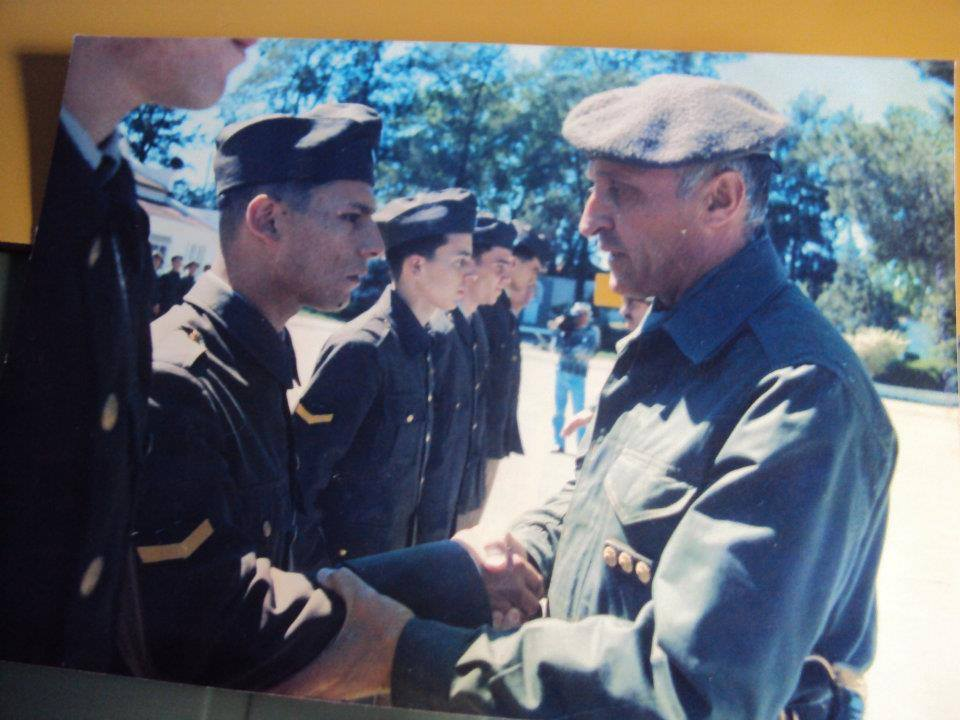
Coronel Oscar Ricardo Vega. Jefe del Batallón 601 de Intendencia.

El Batallón de Intendencia 601 se plegó a la cuarta y última rebelión de los militares carapintadas del 3 de diciembre de 1990 ocurrida durante el gobierno  de Carlos Saúl Menem que comandó nuevamente Seineldín. Los rebeldes tomaron el edificio Libertador, el cuartel del Regimiento de Infantería 1 de Patricios y la fábrica de tanques Tamse. El jefe del Batallón de Intendencia 601 era el coronel Oscar Ricardo Vega, quien había reemplazado al coronel Aguirre. El aplastamiento de la rebelión fue conducido por el general Martín Félix Bonnet. La unidad fue atacada con fuego de morteros provenientes del vecino Colegio Militar y se rindió. No hubo bajas en el Batallón de Intendencia 601 si bien en total la rebelión carapintada produjo 13 muertos además de varios heridos. Los militares que participaron de la rebelión fueron dados de baja. El jefe de unidad  Oscar Ricardo Vega fue juzgado junto a Seneldín y otros altos oficiales responsables por motín agravado por derramamiento de sangre. En 2003 Vega  fue indultado por un decreto del presidente Duhalde.   